# Platyzosteria cingulata
Platyzosteria cingulata är en kackerlacksart som beskrevs av Shaw 1922. Platyzosteria cingulata ingår i släktet Platyzosteria och familjen storkackerlackor. Inga underarter finns listade i Catalogue of Life.